# КПТ-8

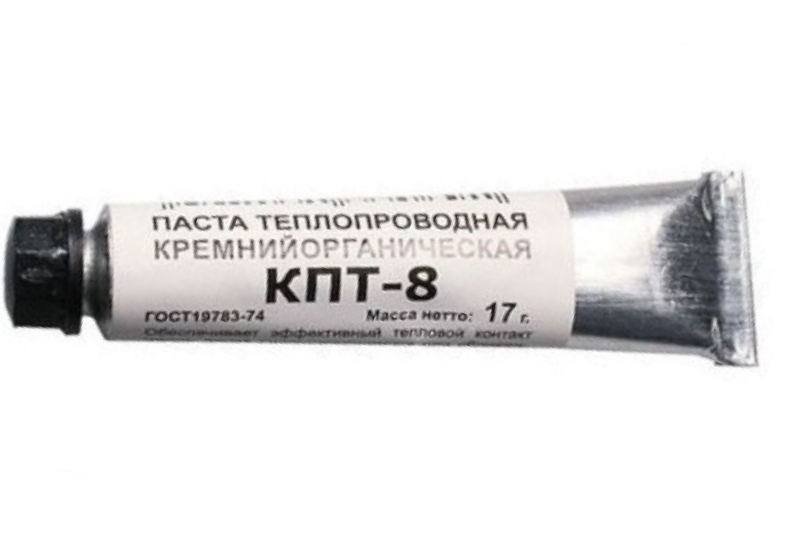
Туба с термопастой

КПТ-8 (Кремнийоргани́ческая па́ста теплопрово́дная) — термоинтерфейсная паста, произведённая согласно требованиям ГОСТ 19783-74.
Используется для улучшения теплообмена между соприкасающимися поверхностями мощных компонентов электронных схем и радиаторов. Представляет собой теплостойкую белую массу высокой вязкости. Получается загущением полидиметилсилоксановой жидкости порошком оксида цинка и аэросилом. Кремнийорганическую пасту могут упаковывать в банки по ГОСТ 6128-81 либо расфасовывать в другую мелкую тару для химических продуктов.

## Технические характеристики
- Белого цвета.
- Взрывобезопасна, негорюча, химически инертна, не обладает раздражающим или токсическим действием на человека.
- Корродирующее воздействие: отсутствие зелени на медной пластине в течение 24 ч.
- Рабочий интервал температур: от −60 до +180 °C[2].
- Плотность: 2,6–3,0 г/см³[2].
- Удельное объёмное электрическое сопротивление: не менее 1012 Ом·см[2]
- Электрическая прочность: 2,0–5,0 кВ/мм.

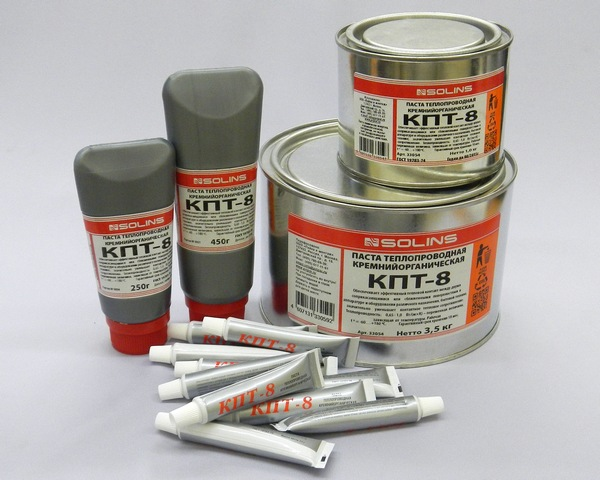
Различные виды фасовки теплопроводной пасты КПТ-8

- Различные виды фасовки теплопроводной пасты КПТ-8 Диэлектрическая проницаемость (не более):
  - 50 Гц — 6,0;
  - 1 МГц — 4,0;
  - 10 МГц — 4,8.
- Пенетрация: 110–175.
- Тангенс угла диэлектрических потерь при частоте 10 МГц: не более 0,005.
- Динамическая вязкость при 20 °C: 130–180 Па·с.
- Радиационная стойкость: допустимая интегральная доза облучения — 1,25 × 108 Рад.
- Теплопроводность, Вт/(м·К), не менее:
  - −50 °C — 1,0;
  - 20 °C — 0,7;
  - 100 °C — 0,65.

## Использование, отзывы, критика
Паста КПТ-8 получила достаточно широкое распространение на территории бывшего СССР благодаря доступности, дешевизне и наличию стандарта, который должен обеспечивать стабильное качество. Тем не менее паста изготавливается многими предприятиями, в том числе зафиксированы случаи, когда пасты КПТ-8 различных производителей отличались по свойствам.
Преимуществом КПТ-8 при реализации массовому потребителю является низкая цена (менее рубля за грамм в 2014 г.), простота производства, промышленные масштабы которого освоены на территории России.
Основным агентом-проводником тепла является оксид цинка, который затирают на трёхвалковой мельнице с силиконовым маслом, загущённым аэросилом. Может использоваться как замена резиновым теплопроводящим прокладкам: слюда или полиимидная плёнка промазываются с двух сторон КПТ-8 и помещаются в зазор между радиатором и источником тепловыделения.

## Обозначение в чертеже (по ГОСТ19783-74)
Паста КПТ-8 ГОСТ 19783-74